# Devaraja
Devarāja è il culto che si diffuse nell'Impero Khmer, l'odierna Cambogia, secondo cui il sovrano rappresenta una manifestazione divina. Fu introdotto all'inizio del IX secolo da Jayavarman II, fondatore dell'impero nell'anno 802, e fu la base religiosa su cui si consolidò l'autorità della monarchia khmer.
Il culto, nato dalla tradizione induista e dalle credenze locali, insegnava ad adorare il sovrano come governante divino universale, manifestazione del dio induista Shiva simbolizzato dal linga, idolo fallico conservato in uno speciale tempio-montagna.

## Etimologia
Il termine devaraja deriva dalle parole sanscrite deva (देव; letteralmente: colui che emana luce), sostantivo maschile attribuito alle divinità, e raja (राजा, trascrizione rājā), che significa re. Esistono differenti interpretazioni sulla corretta traduzione del binomio, secondo alcuni va tradotto "dio che è re", secondo altri "re divino". Gli storiografi hanno per lungo tempo pensato che il sovrano si facesse proclamare tale in virtù della sua presunta essenza divina. Opinioni più recenti sostengono che il devaraja consistesse nella proclamazione a cakravartin, sovrano universale, chiedendo la protezione della divinità.

## Storia

### India
Probabilmente il primo culto devaraja fu quello che si sviluppò nella città di Kanchipuram, notevole centro tra il VII e l'VIII secolo dell'Induismo tantrico e del Buddhismo tantrico in India meridionale. Fu per lungo tempo il tramite per la consacrazione e la legittimazione dei sovrani delle dinastie Chola e Pallava. Nel sud dell'India si svilupparono diverse correnti dello Shivaismo e alcuni dei membri di tali correnti si trasferirono o viaggiarono a Giava.

### Giava
È stato ipotizzato che il culto del devaraja fosse presente a Giava prima della sua comparsa tra i khmer, e che vi fosse arrivato nel 732 dall'India del Sud. Nell'VIII secolo, la dinastia dei Sailendra governava a Giava, Sumatra, nella penisola malese e verso fine secolo aveva sottomesso la parte meridionale del Regno di Chenla, dalle cui ceneri si sarebbe formato l'Impero Khmer. Sia al tempo dei Sailendra che nel precedente Regno di Tarumanagara, i sovrani erano venerati come incarnazioni di dio in terra. Il culto del dio-re a Giava fu probabilmente frutto della fusione tra Induismo e culto degli antenati.
Un'inscrizione risalente al V secolo a Tarumanagara, descrive il re Purnawarman come un'incarnazione di Visnù. L'inscrizione Kebon Kopi I riporta che le due impronte di zampa di elefante presenti nell'inscrizione stessa sono di Airavata, la mitica cavalcatura del dio Indra, associando quindi il sovrano locale allo stesso Indra. L'antico regno giavanese di Medang (732-1006) onorava i sovrani deceduti costruendo un nuovo tempio, al cui interno venivano poste immagini del defunto re ritratto in forma divina. Alcuni archeologi hanno sostenuto che la statua di Shiva ritrovata nel tempio principale di Prambanan avesse le fattezze del re Balitung, e fosse stata posta nel tempio per onorare la memoria del re divinizzato. La tradizione di venerare il dio-re a Giava sarebbe continuata fino al XV secolo.
Nel periodo del Regno Majapahit (1293-1527), le cerimonie legate al devaraja assunsero forme diverse. Erano state inoltre introdotte altre religioni nel regno, e si optò per una forma celebrativa più discreta con molte delle cerimonie che si tennero in forma privata. Con il conseguente avvento nell'isola dell'Islam, il concetto di ritenere divino un essere umano fu eliminato, ma alcuni rituali propri del devaraja, in particolare quelli che richiedevano la protezione divina per la sicurezza e il benessere dello Stato, furono praticati nell'isola su ordine di governatori musulmani fino al XX secolo.

### Cambogia
La locuzione usata in lingua khmer per esprimere il culto del dio-re era in realtà kamrateng jagat ta raja, che significa "Signore dell'universo che è re". L'espressione sanscrita devaraja era in apparenza meno usata e si trova nell'epigrafia angkoriana unicamente nell'importante inscrizione K.235 di Sdok Kok Thom, scritta in sanscrito e khmer antico e risalente al 1052. Il testo riporta la storia della famiglia di Jayavarman II, fondatore dell'Impero Khmer, che spostò il proprio popolo e la corte dalla zona dove oggi si trova Banteay Prey Nokor a quella a nord del lago Tonle Sap, dove sarebbero state in seguito costruite le varie città di Angkor.
Secondo l'iscrizione K.235, che è una delle principali fonti su cui si basa la storiografia khmer, il kamrateng jagat ta raja era un'immagine che rappresentava la divinità protettrice dell'impero ed il suo possesso era appannaggio esclusivo del sovrano che la tramandava al successore. Veniva quindi conservata con cura e trasportata nel nuovo sito quando veniva cambiata la capitale. La venerazione del kamrateng jagat ta raja ebbe inizio con l'investitura regale di Jayavarman II avvenuta sul Mahindraparvata, massiccio nei pressi di Angkor chiamato oggi Phnom Kulen. Prima di diventare re, il giovane principe venne a conoscenza del culto devaraja durante la cattività a Giava, dove era prigioniero dei Sailendra. Quando ritornò in patria si fece proclamare cakravartin, organizzando una cerimonia analoga a quelle cui aveva assistito a Giava e chiedendo al dio Shiva di proteggerlo nella lotta per l'indipendenza dai Sailendra.
L'ipotesi che il titolo di devaraja fosse esteso dall'immagine al sovrano stesso si basa su un'ulteriore iscrizione che rivelò come fosse stato concesso al re Indrajayavarman (regno dal 1307 al 1327) il titolo Yasodharamaulidebaraja, tradotto come "devaraja durante il massimo splendore di Yasodharapura". Il titolo di devaraja ha una forte relazione con quello di cakravartin (sovrano universale), assegnato a Jayavarman II al momento dell'investitura. Nel corso dei secoli, il rito del devaraja assunse tra i sovrani khmer forme diverse soprattutto in funzione dei cambiamenti religiosi. Il re Suryavarman II, che regnò dal 1113 al 1150, fu particolarmente devoto al dio Visnù, al quale dedicò il maestoso Angkor Wat che lui stesso fece costruire.
Altri sovrani imposero il culto del Buddhismo Mahāyāna mentre, con l'adozione del Buddhismo Theravada nell'ultimo periodo di splendore di Angkor, il culto devaraja assunse cerimoniali più discreti. Dopo la caduta di Angkor per mano dei siamesi di Ayutthaya, ebbe inizio il periodo buio della Cambogia, che divenne uno Stato cuscinetto tra i belligeranti regni siamesi e vietnamiti. I sovrani khmer divennero quindi vassalli alternativamente di Ayutthaya e del Vietnam fino alla colonizzazione francese ed ebbero quindi un controllo relativo sul Paese fino all'indipendenza ottenuta dopo la fine della seconda guerra mondiale. Viene considerato l'ultimo dei devaraja cambogiani Sihanouk, che salì al trono nel 1941 e nel 1993 e che abdicò nel 1955 e 2004. Con grande personalità seppe mantenere il proprio ascendente sul Paese passando attraverso drammatiche esperienze come la guerra del Vietnam, il governo dei Khmer rossi e l'invasione vietnamita del 1978-'79.

### Thailandia
Il primo grande regno dei thailandesi fu quello di Sukhothai (1238-1448), dove i sovrani regnarono secondo la filosofia buddhista del dharmaraja. Consisteva nel rapporto paternalistico con cui i sudditi erano trattati dal monarca, che si sforzava di governare con giustizia secondo le leggi del dharma buddhista. Il Regno di Ayutthaya (1350-1767) fu il secondo grande Stato dei thai, e sottomise sia Sukhothai che l'Impero Khmer. I sovrani di Ayutthaya assimilarono il concetto induista del devaraja dai khmer e, pur essendo buddhisti, chiamarono a corte dei bramini per presiedere alle cerimonie induiste regali. Erano quindi visti dai sudditi come un'entità lontana ed inaccessibile più di quanto non lo fossero nella realtà, ed erano avvolti in un alone di mistero trascendentale.
La dinastia Chakri, tuttora alla guida del Paese, ha recuperato in parte l'aspetto paternalistico del dharmaraja del Regno di Sukhothai, soprattutto con Rama IX, a capo dello Stato dal 1946. Malgrado la monarchia abbia perso molto del proprio potere a vantaggio dei militari dopo la cosiddetta rivoluzione siamese del 1932, che costrinse Rama VII a concedere la monarchia costituzionale, e malgrado che Rama IX abbia riavvicinato la monarchia stessa ai cittadini thailandesi, nell'immaginario della popolazione il sovrano continua ad avere un ascendente paragonabile a quello di un devaraja unito alla benevolenza paternalistica del dharmaraja. Nonostante la legge promulgata dal re Rama V (regno dal 1868 al 1910) che aboliva l'obbligo di prostrarsi senza alzare la testa al passaggio del sovrano, ancora oggi molti sudditi thailandesi si prostrano e usano simili attenzioni in presenza del re.